# David Levithan
 (décembre 2017).
Si vous disposez d'ouvrages ou d'articles de référence ou si vous connaissez des sites web de qualité traitant du thème abordé ici, merci de compléter l'article en donnant les références utiles à sa vérifiabilité et en les liant à la section « Notes et références ».
David Levithan (né le 7 septembre 1972 à Millburn dans le New Jersey) est un écrivain américain. Ses romans pour adolescents sont souvent orientés vers l’homosexualité et les questions et conflits qui peuvent en résulter. Son premier livre Boy Meets Boy est publié en 2003.

## Biographie
David Levithan est né à Short Hills dans la ville de Milburn, dans une famille juive. Quand il a dix-neuf ans, il décroche un stage chez Scholastic, une maison d'édition pour la jeunesse, où il travaille sur la série Les Baby-Sitters.
En 1999, il écrit la novélisation du film Dix Bonnes Raisons de te larguer. À partir de 2003, il commence à publier plusieurs romans pour adolescents. Depuis 2006, il a coécrit cinq romans avec Rachel Cohn. En 2010, il coécrit un roman avec l'auteur John Green.

## Adaptations cinématographique de ses oeuvres
- 2015 : Naomi and Ely's No Kiss List (film)
- 2018 : Every Day (film) (adaptation de A comme aujourd'hui)
- 2018 : Une nuit à New York (film)
- 2020 : Dash & Lily (série télévisée)

## Récompenses

### Nominations
- Prix Andre-Norton 2012 : nomination pour son roman Every Day
- Prix Locus du meilleur roman pour jeunes adultes 2013 : nomination pour son roman Every Day
- 25e prix Lambda Literary : nomination pour son roman Every Day

### Lauréat
- Prix Alex 2012 pour The Lover's Dictionary
- 26e prix Lambda Literary pour son roman Two Boys Kissing
- Margaret Edwards Award 2016